# Participarea României la Războiul din Afganistan

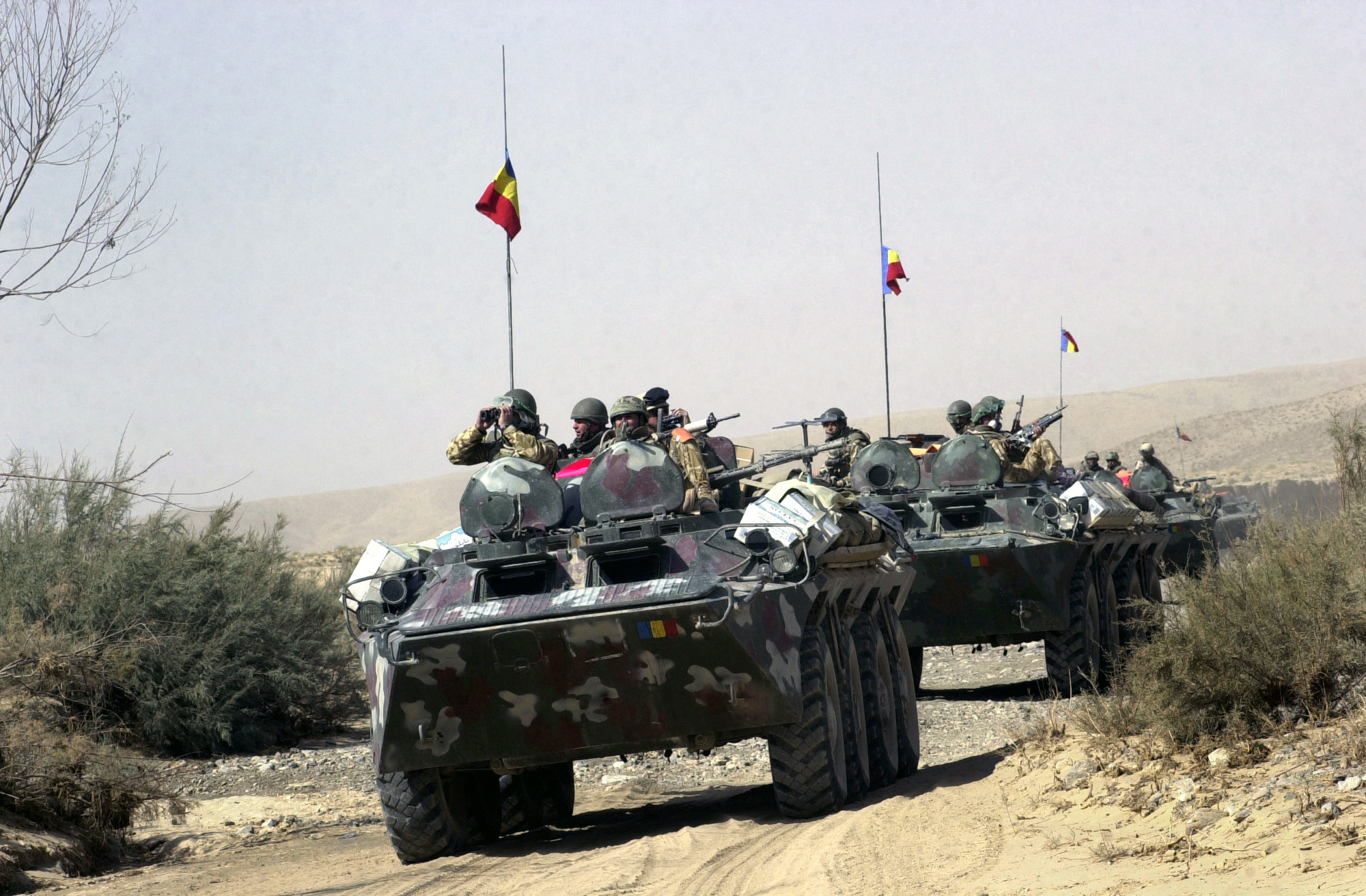
Un convoi americano-român în Afganistan

România a participat ca membră NATO din 2001 până în 2021 la Războiul din Afganistan, de partea coaliției multinaționale conduse de SUA. La operațiuni au participat peste 32.000 de militari, din care 27 au fost uciși.

## Istoric

### Cadru legal
Forța Internațională de Asistență pentru Securitate (ISAF) a fost cea mai amplă și mai importantă operațiune NATO. În 2001, a fost aprobată ISAF prin rezoluția 1386 a Consiliului de Securitate al ONU ca o forță multinațională sub egidă ONU, care se limitează la asigurarea securității Kabulului. În 2003, NATO a preluat comanda operațiunii ISAF pentru a ajuta la extinderea securității dar și a autorității guvernului afgan pe întreg teritoriul țării. 
Participarea României la ISAF a fost stabilită prin Hotărârea nr. 38 din 21 decembrie 2001 a Parlamentului României, care acorda guvernului împuternicirea de a stabili forțele, mijloacele, finanțarea și condițiile în care se va asigura această participare.

### Cronologie
În ianuarie 2010 se aflau în Afganistan 1.092 de militari români.
Cei mai mulți dintre aceștia (peste 900) sunt implicați în misiuni de menținere a securității în regiunea Qalat, din sudul țării, una dintre cele mai periculoase zone.
Acolo, atacurile insurgenților sunt aproape zilnice - în special cele cu dispozitive explozive improvizate, cu rachete sau cu mortiere.
Pe 8 aprilie 2010, președintele Traian Băsescu a anunțat la Praga creșterea efectivului românesc din Afganistan la 1.800 de militari.
În 2013, Ministrul Apărării Mircea Dușa a declarat că numărul soldaților români va fi micșorat drastic începând cu anul viitor.
În 2013 se aflau 1600 de militari români și zeci de jandarmi care pregătesc trupele afgane. De asemenea, România ar putea plăti 500.000 de dolari pentru antrenarea armatei naționale afgane.
La sfârșitul lunii iunie 2021 au fost retrași ultimii militari români din Afghanistan.

## Misiuni
- misiuni de patrulare

- există un proces de rotire a militarilor din șase în șase luni[12][13]

- Un detașament de 75 de militari români au desfășurat activități în cadrul Forței de Asistență de Securitate din Afganistan, ISAF, aflată sub comanda operațională a NATO. Acest lucru implică  funcții din structura administrativă și din cea de comandă a Aeroportului Internațional Kabul (KAIA).[14]

## Victime
În  16 ani de prezență în Afganistan, Armata Română a pierdut 27 de militari, dintre care doi în retragere, care îndeplineau alte misiuni. Numărul răniților era în 2013 de peste o sută.
La momentul retragerii trupelor române din Afganistan, numărul militarilor români răniți a depășit cifra de 200. 
Există, de asemenea, și civili români care au fost uciși în Afganistan în perioada conflictului.

### Militarii uciși
- Slt. (PM) Ciprian-Ștefan Polschi, decedat la 5 septembrie 2019, ca urmare a exploziei unei mașini capcană, în timp ce se afla în apropiere de Green Zone din capitala Kabul.
- Slt. (PM) Mădălin Stoica, decedat la 15 septembrie 2017 în zona aeroportului Kandahar
- Slt. (PM) Iulian Dumitrescu, decedat la 07 mai 2016
- Slt. (PM) Adrian Vizireanu, decedat la 07 mai 2016
- Slt. (PM) Claudiu Constantin Vulpoiu, decedat la 30 martie 2014[17]
- Slt. (PM) Adrian Postelnicu, decedat la 22 septembrie 2013
- Slt. (PM) Vasile Claudiu Popa, decedat la 22 septembrie 2013[18]
- Slt. (PM) Ion-Lucian Leuștean, decedat la 9 mai 2012 după ce a fost rănit grav la 7 septembrie 2011 în provincia Zabul din Afganistan[19]
- Slt. (PM) Cătălin Ionel Marinescu, decedat la 10 mai 2011  în provincia Zabul[20]
- Slt. (PM) Constantin-Laurențiu Lixandru, decedat la 5 mai 2011  în provincia Zabul[21]
- Slt. (PM) Cristian-Petru Filip, decedat la 1 octombrie 2010[22]
- Slt. (PM) Marius Florin Sfecheș, decedat la 1 octombrie 2010
- Slt. (PM) Dan Ciobotaru, decedat la 23 iunie 2010 pe drumul național 1 Kabul-Kandahar[23]
- Slt. (PM)  Caracudă Paul, decedat la 23 iunie 2010 pe drumul național 1 Kabul-Kandahar
- Slt. (PM) Valerică Leu, decedat la 12 mai 2010  pe drumul național 1 (Qalat-Kabul)[24][25]
- Slt. (PM) Florin Bădiceanu, decedat la  23 februarie 2010 pe drumul național Kandahar-Kabul[26][27]
- Maior (PM) Iuliu-Vasile Unguraș, decedat la 7 aprilie 2009 pe drumul național Kandahar-Kabul
- Maior (PM) Tiberius-Marcel Petre, decedat la 3 aprilie 2009
- Slt. (PM) Claudiu Chira, decedat la 26 februarie 2009  pe drumul național 1 (Qalat-Kabul)
- Slt. (PM) Dragoș Traian Alexandrescu, decedat la 31 august 2008  pe drumul național 1 (Qalat-Kabul)
- Slt. (PM) Claudiu Marius Covrig, decedat la 13 iunie 2008  pe drumul național 1 (Qalat-Kabul)
- Slt. (PM) Ionuț Cosmin Sandu, decedat la 20 martie 2008
- Slt. (PM) Aurel Marcu, decedat la 6 septembrie 2007
- Slt. (PM) Ionel Gheorghiță Drăgușanu, decedat la 20 iunie 2006
- Slt. (PM) Narcis Șonei, decedat la 24 aprilie 2005
- Slt. (PM) Mihail-Anton Samuilă, decedat la 14 noiembrie 2003
- Slt. (PM) Iosif-Silviu Fogarași, decedat la 11 noiembrie 2003

Alți militari români decedați în teatrele de operații sunt:
- Slt. (PM) Ioan Grosaru, decedat la 21 septembrie 2007 în teatrul de operații din Irak, în timp ce executa o misiune de patrulare.
- Slt. (PM) Bogdan Valerian Hâncu, decedat la 27 aprilie 2006, în timpul executării unei misiuni de patrulare în teatrul de operații din Irak.
- Slt. (PM) Remus Brânzan, decedat la 17 septembrie 1996ăn timpul unei misiuni de lărgire a coridorului Goradze din Bosnia Herțegovina.

## Acuzații de șpagă
În Afganistan, un militar român câștigă 40 de euro pe zi într-o misiune care durează șase luni (în total cca. 7200 de euro). Sub protecția anonimatului au apărut mai multe declarații în presă conform cărora se plătește șpagă unor superiori de cca. 1000 - 2.000 de euro pentru plecare. Situația este similară și în cadrul plecării militarilor români spre Irak. 
Ministrul Apărării, Mircea Dușa, a declarat că a primit șapte sesizări până în prezent pe această temă, iar una este confirmată: s-a dat șpagă în cadrul Batalionului 26 Infanterie "Scorpionii Roșii".